# Anaka roryi
Anaka roryi är en insektsart som beskrevs av Irena Dworakowska 1993. Anaka roryi ingår i släktet Anaka och familjen dvärgstritar.
Artens utbredningsområde är Taiwan. Inga underarter finns listade i Catalogue of Life.